# Glaucocharis pyrsophanes
Glaucocharis pyrsophanes là một loài bướm đêm trong họ Crambidae.